# Wester Bildtpollen

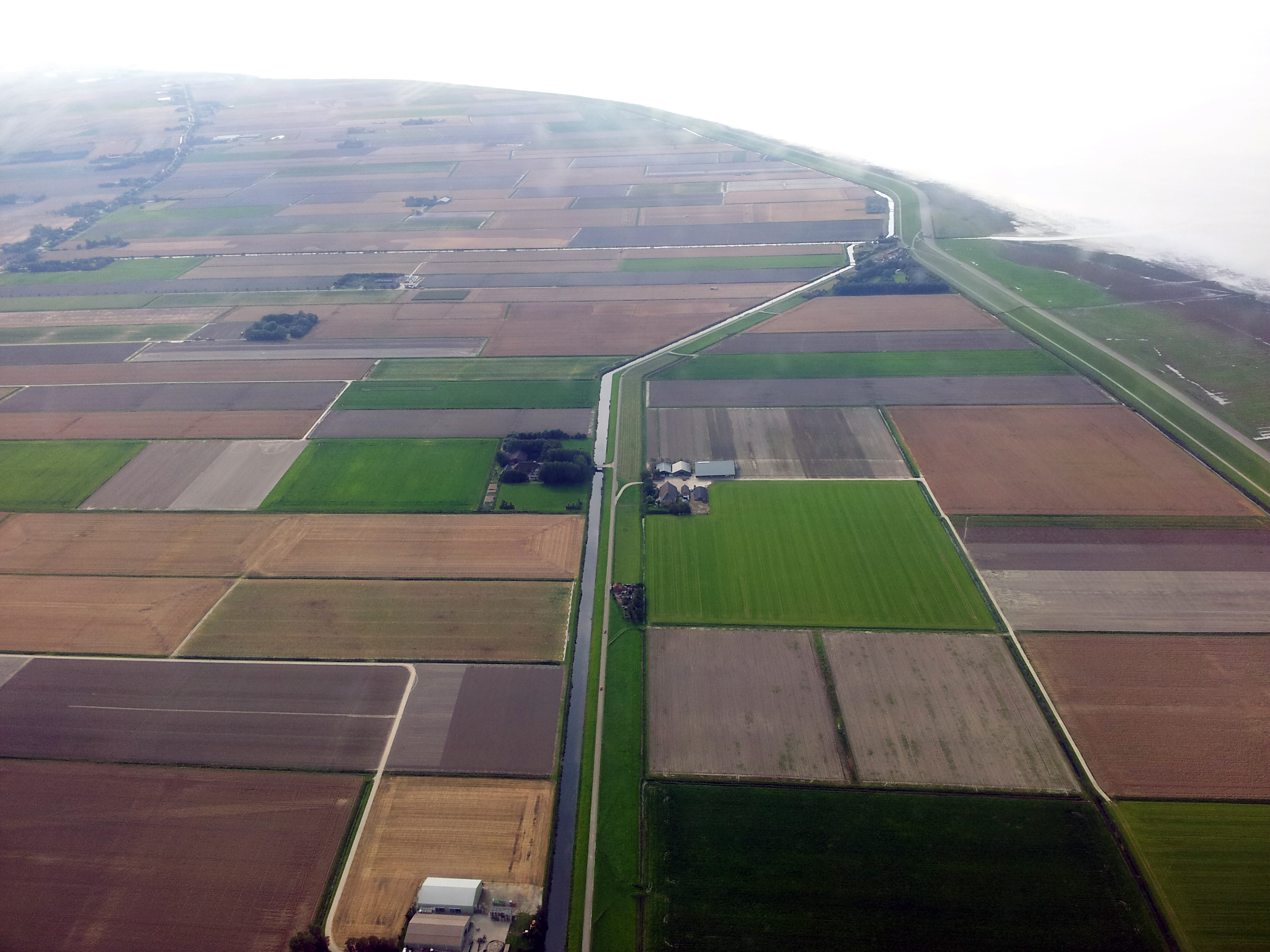
Links van de vaart Het Nieuw Bildt, rechts de Wester Bildtpollen

De Wester Bildtpollen is een gebied in de Nederlandse gemeente Het Bildt. Tot 1715 was het gebied onder invloed van de getijden van de Waddenzee. Het gebied werd in 1715 bedijkt naar ontwerp en onder toezicht van Willem Loré waardoor het een polder is geworden. 
Op 12 maart 1751 werden de Wester Bildtpollen, door rijkstekorten, verkocht. In 1754 is het oostelijk gelegen gebied bedijkt, de Ooster Bildtpollen.